# 작은이빨멧밭쥐
작은이빨멧밭쥐(Reithrodontomys microdon)는 비단털쥐과에 속하는 설치류의 일종이다. 과테말라와 멕시코에서 발견된다. 반수생(semi-arboreal,半樹生) 동물이다. 서식지는 양치류와 이끼, 쓰러진 나무들 등이 풍부한 숲 삼림 지역이다.